# Ravenloft
Ravenloft — это вымышленный сеттинг, созданный на основе ролевой системы Dungeons & Dragons. Рэйвенлофт достаточно сильно отличается от традиционных миров D&D, таких как Forgotten Realms и Greyhawk. 

## История создания
В 1983 году Трейси и Лаура Хикмен работали над ролевым приключением по системе AD&D в жанре готики. Модуль был назван «Ravenloft» и имел большой успех у игроков. Вскоре увидело свет приключение Ravenloft 2: The House on Gryphon Hill, которое стало не менее популярным, чем его предшественник. Первое официальное издание сеттинга под названием «Realms of Horror» произошло в 1990 году, в 1994 году оно было переработано и расширено, в 1997 году вышло второе издание под названием «Domains of Dread». За историю Рэйвенлофта в свет вышло более 80 ролевых книг и более десяти художественных романов.
Ravenloft написан в стилистике готического фэнтези.

## Местоположение во вселенной
С точки зрения космологии, Рэйвенлофт находится в Глубоком Эфире, который является частью Переходных Планов (Теневой, Эфирный и Астральный).

### Ближний Эфир
Персонажи в Рэйвенлофте не могут перемещаться на другие планы, но они могут попасть в Эфирный Мир. Но даже в этом случае они достигают лишь ближнего Эфира, который является границей между Глубоким Эфиром и мирами. Те, кто попадает туда, напоминают человека зашедшего по колено в воду, на берегу огромного и бездонного океана. Ближний Эфир в Равенлофте служит местом обитания неупокоенных духов, и он заполнен остаточными чувствами живых.

### Рэйвенлофт как «демиплан»
Часто определяемый как «демиплан», фактически он таким не является. Согласно выдержке «Планарные Миры» из «Руководства Мастера Подземелий» демиплан жестко ограничен в своих размерах — всего до сотни метров в поперечнике. Сам же Рэйвенлофт много больше. Центральная его часть, называемая «Ядром» (наиболее стабильный участок Рэйвенлофта), по размерам сравнима с Европой.

### Туманы
Как часть Эфира, Рэйвенлофт может оказывать существенное воздействие на Материальный План, например, своими Туманами.
Путник, который войдет в Туманную Границу в попытке достичь другого домена быстро обнаружит, что он окружен белым туманом. Даже земля под его ногами исчезает. Расстояние и направление не играют роли, и неизвестно, куда Туманы могут привести, если только путник не использует Туманный Путь (что-то более или менее «постоянное» в текущем Тумане) или путешествует вместе с Вистани или могущественным анахоретом (жрецом богини, которая соединилась с Туманами).
Туманы могут даже изменять время. В Туманных Границах ночь неотличима от дня и никогда не видно луны. Ходят легенды о путниках, которые вышли из Туманов спустя недели (или даже годы) после того как вошли, а порой и до того.
Туманы — это не просто пространство между доменами. В Рэйвенлофте они могут появиться где угодно и когда угодно, поднимаясь с земли, похищая людей и перенося их куда им захочется. О том, куда могут завести Туманы, ходят разные слухи.
Мудрецы и учёные пока придерживаются мнения, что Туманы — это проявление Ближнего Эфира, который паутиной оплетает Царство Страха, но их никак не отличить от обычного тумана, даже исследуя с помощью магии. Впрочем, Туманы могут принимать и другие формы. Например, в пустынях они появляются как клубы пыли или как дрожащий от жары воздух, в зимней стране — как слепящая снежная буря. Даже рябь на морской воде может означать приближение Туманов.

## Особенности Рэйвенлофта

### Домен
Основная территориальная единица в Рэйвенлофте. Размеры домена не фиксированы и варьируются от комнаты в особняке до крупного королевства. Домены разделены Туманами, которые сильно затрудняют путешествия между ними. Некоторые из жителей Рэйвенлофта даже не уверены, что за Туманами что-то есть. Домен, изолированный от всех других доменов, называется «Остров Ужаса».

### Тёмные Владыки
В каждом домене есть Тёмный Владыка — некто, совершивший непомерно злое деяние, которого Тёмные Силы вырвали из родного мира и обрекли на существование в домене. Тёмный Владыка может выступать публичным правителем домена, но ничуть не реже население не подозревает о присутствии Тёмных Владык. Тёмный Владыка вправе в любой момент закрыть границы своего домена, таким образом исключив любое сообщение с внешним миром, будь оно обычным либо магическим. Но домен это также персональная тюрьма Тёмного Владыки — сам он не может покинуть его.

### Кластер
Кластер — несколько доменов, которые находятся рядом, часто ведут между собой торговлю, войны и т. п.
Наибольшим из известных кластеров является Ядро — область, образованная от Баровии, первого домена в Рэйвенлофте.

### Заклинания
Магия в Рэйвенлофте работает не как обычно. Например, заклинания призыва существ срабатывают успешно, но призванное существо остаётся запертым в Рэйвенлофте навечно. Как правило, этому никто не рад. Разумеется, магия смерти в таких местах особенно сильна, впрочем как и любые другие злые заклинания. Любые попытки отличить добро от зла обречены на провал.

## Игры по мотивам сеттинга
- Ravenloft: Strahd's Posession
- Ravenloft: Stone Prophet (англ.)
- Iron & Blood: Warriors of Ravenloft (англ.)
- Neverwinter: Ravenloft

### Лиза Смедман
- Castles Forlorn (1993)
- Adam’s Wrath (1994)
- Hour of the Knife (1994)
- The Awakening (1994)
- When Black Roses Bloom (1995)
- Chilling Tales (1995)
- Death Unchained (1996)
- Death Ascendant (1996)
- Requiem: The Grim Harvest (1996)